# Call the Shots
"Call the Shots" to piosenka pop stworzona przez Mirandę Cooper, Briana Higginsa, Tima Powella, Lisę Cowling oraz Giselle Somerville na czwarty album studyjny brytyjskiego girls bandu Girls Aloud, Tangled Up (2007). Wyprodukowany przez Xenomania, utwór wydany został jako drugi singel promujący krążek (siedemnasty w karierze muzycznej zespołu) 26 listopada 2007 roku.

## Informacje o singlu
Singel wyciekł do internetu już kilka tygodni przed oficjalną premierą radiową. Pomimo tego, 30-sekundowy klip z piosenką pojawił się na oficjalnej stronie internetowej Girls Aloud. Pierwszy występ telewizyjny zespołu zawierający utwór "Call the Shots" nie odbył się 17 listopada 2007 podczas programu The X Factor, lecz podczas charytatywnego koncertu na rzecz UNICEF. Piosenka była również prezentowana w czasie trwania takich programów, jak The Paul O’Grady Show czy This Morning.
Podczas wywiadu dla magazynu Daily Star, Cheryl wyznała, iż "Call the Shots" jest według niej najlepszą piosenką z najnowszego krążka, a sama muzyka "doprowadza ją do gęsiej skórki". Kim Dawson, twórca tej samej publikacji, stwierdził natomiast że ta piosenka "jest jedną z najlepszych nagranych przez girls band dotychczas". The Daily Star opisał również kompozycję jako "klasyczny, euro-popowy bit, który ma szansę odnieść sukces na europejskich rynkach muzycznych". Digital Spy również zachwala utwór nazywając go "bardzo samcznym oraz dającym więcej niż poprzednie, typowo popowe, brzmienie hitów bandu".

## Teledysk
Teledysk do singla nagrywany był w Malibu w Kalifornii oraz reżyserowany przez Seana de Sparengo; klip ukazuje członkinie zespołu w fioletowych sukienkach w dzień i w nocy.
Dziewczęta ukazane są również w różnych miejscach z indywidualną historią. Każda perypetia wiąże swój temat z miłością. Wątek Cheryl jest prosty – rozmyśla o miłości wpatrując się w słoneczny dzień przez okno. Kimberley siedzi naprzeciw lustra przygotowując makijaż. Jej chłopak przychodzi do niej – ona aby ukryć złość oraz smutek ukrywa go pod kosmetykami. Nadine siedzi w fotelu oraz ogląda fotografie swojego obiektu pożądań. Nicola leży przy basenie maczając swoje palce w lustrze wody – jej mężczyzna przyszedł, aby wręczyć jej bukiet kwiatów. Sarah ogląda swojego chłopaka, podczas gdy on bierze prysznic; przedostaje się do pokoju i idzie w kierunku jego telefonu komórkowego. W czasie trwania klipu widać ujęcia, w których zespół tańczy.
Teledysk miał premierę 17 października 2007 na stacjach muzycznych The Box, Smash Hits! TV oraz The Hits.

## Listy utworów i formaty singla
- Brytyjski CD singel

1. "Call the Shots" – 3:43
2. "Rehab" (cover piosenki Amy Winehouse nagrany podczas Live Lounge) – 3:42

- Brytyjski CD-maxi singel

1. "Call the Shots" – 3:43
2. "Call the Shots" (Xenomania Club Mix) – 4:50
3. "Blow Your Cover" – 3:27
4. "Call the Shots" (Videoclip) – 3:45

- iTunes exclusive digital download

1. "Call the Shots" (Tony Lamezma's Sniper Mix) – 7:22

## Pozycje na listach
| Lista przebojów (2007) | Najwyższa pozycja |
| ---------------------- | ----------------- |
| Irlandia Singles Chart | 9                 |
| UK Singles Chart       | 3                 |